# Mangrol (Rajasthan)
Mangrol è una suddivisione dell'India, classificata come municipality, di 21.836 abitanti, situata nel distretto di Baran, nello stato federato del Rajasthan. In base al numero di abitanti la città rientra nella classe III (da 20.000 a 49.999 persone).

## Geografia fisica
La città è situata a 25° 21' 25 N e 76° 30' 22 E.

## Società

### Evoluzione demografica
Al censimento del 2001 la popolazione di Mangrol assommava a 21.836 persone, delle quali 11.269 maschi e 10.567 femmine. I bambini di età inferiore o uguale ai sei anni assommavano a 3.985, dei quali 2.087 maschi e 1.898 femmine. Infine, coloro che erano in grado di saper almeno leggere e scrivere erano 11.849, dei quali 7.589 maschi e 4.260 femmine.